# Gun Island (Houtman-Abrolhos)
Gun Island liegt im Indischen Ozean rund 60 km südwestlich der westaustralischen Küstenstadt Geraldton. Die etwa 19 ha große Insel ist die drittgrößte der Pelsaert-Inseln, der südlichsten Inselgruppe im Houtman-Abrolhos-Archipel.

## Geographie
Die keilförmige und nahezu vegetationslose Insel liegt im Nordwesten des Half Moon Reef. Etwa 1 km südlich findet sich 8 Island, die nördlichste Insel der Numbered Islands.

## Geschichte
Am 9. Juni 1727 strandete der niederländische Ostindienfahrer Zeewijk im Half Moon Reef. Ein Teil der Besatzung konnte sich auf das nahegelegene Eiland retten. Dort bauten die Überlebenden aus den Wrackteilen der Zeewijk und sonstigem Material und Treibgut, das sie auf den umliegenden Inseln fanden, ein kleines Boot namens Sloepie. Mit diesem erreichten zuletzt 82 Personen am 30. April 1728 den ursprünglichen Zielhafen Batavia.
Möglicherweise hatten sich bereits zuvor Schiffbrüche auf der Insel oder auf den umliegenden Riffen ereignet, denn die Überlebenden der Zeewijk fanden auf der Insel Trümmer und Überreste von einem oder möglicherweise von mehreren anderen Schiffsuntergängen vor. So wurde die Möglichkeit in Erwägung gezogen, dass die niederländischen Ostindiensegler Ridderschap van Holland (1694 verschollen) oder Aagtekerke (1726 verschollen) an den Gestaden der Insel gescheitert sein könnten. Eine sichere Identifizierung der Wrackteile war den Schiffbrüchigen von der Zeewijk allerdings nicht möglich, womit unklar blieb, woher die Wrackreste rührten.
Im Zuge von Vermessungsfahrten der britischen Sloop Beagle (Captain John Lort Stokes) entlang der westaustralischen Küste wurden 1840 auf der Insel eine Bronzekanone, ein leichtes Drehbassen-Geschütz, Flaschen sowie einige Münzen aus der Zeit zwischen 1707 und 1720 aufgefunden. Stokes nannte die Insel wegen der aufgefundenen Kanonen „Gun Island“.
Ab etwa 1883 und teils bis in die 1940er Jahre hinein wurde die Insel sehr stark zur Gewinnung von Guano genutzt. Infolge dieser Aktivitäten wurden in den 1880er und 1890er Jahren die letzten Überbleibsel der früheren Schiffbrüche auf der Insel, darunter Löffel, Messer, Kanonen- und Musketenkugeln, Tabakpfeifen und Flaschen, eingesammelt und dem Western Australian Museum in Perth übergeben. Bei Tauchgängen in den Gewässern um die Insel konnte indessen noch in den frühen 1950er Jahren eine Kanone der Zeewijk auf dem Meeresboden aufgefunden werden. 1974 fand eine archäologische Expedition des Western Australian Museum auf der Insel statt, in deren Folge eine umfangreiche Katalogisierung aller Funde (bis 1976) vorgenommen wurde.